# كريستيان زونيغا
كريستيان زونيغا (بالإسبانية: Cristian Zuñiga)‏ هو لاعب كرة قدم كولومبي في مركز الهجوم، ولد في 1992 في كولومبيا. لعب مع نادي ليونيس.